# Gynoplistia (Gynoplistia) wakefieldi
Gynoplistia (Gynoplistia) wakefieldi is een tweevleugelige uit de familie steltmuggen (Limoniidae). De soort komt voor in het Australaziatisch gebied.